# Nyala (Sudan)
Nyala er en by i det vestlige Sudan, med et indbyggertal (pr. 2007) på cirka 565.000. Byen ligger i den uroprægede Darfur-provins.